# Гуанфу (Хебей)
Гуанфу — місто в повіті Юннянь, Ханьдань, Хебей, КНР. Складається із Стародавнього міста Гуанфу (туристичної пам'ятки рейтингу AAAAA) що передає вигляд китайського міста часів династії Мін через свою архітектуру, великі міські мури та широкий рів.